# 17435 di Giovanni
17435 di Giovanni (1989 SP3) là một tiểu hành tinh bay qua Sao Hỏa được phát hiện ngày 16 tháng 9 năm 1989 bởi E. W. Elst ở Đài thiên văn Nam Âu.